# القيثارة (فلم 1970)
القيثارة (بالإسبانية: La guita) هو فيلم كوميدي أرجنتيني من إنتاج عام 1970 وإخراج فيرناندو أيالا.

## روابط خارجية
- مقالات تستعمل روابط فنية بلا صلة مع ويكي بيانات